# Jefferson (Louisiana)
Jefferson és una població dels Estats Units a l'estat de Louisiana. Segons el cens del 2000 tenia 11.843 habitants.

## Demografia
Segons el cens del 2000, Jefferson tenia 11.843 habitants, 5.400 habitatges, i 2.878 famílies. La densitat de població era de 1.656,7 habitants/km².
Dels 5.400 habitatges en un 22% hi vivien nens de menys de 18 anys, en un 32,8% hi vivien parelles casades, en un 15,1% dones solteres, i en un 46,7% no eren unitats familiars. En el 39,2% dels habitatges hi vivien persones soles el 12,7% de les quals corresponia a persones de 65 anys o més que vivien soles. El nombre mitjà de persones vivint en cada habitatge era de 2,11 i el nombre mitjà de persones que vivien en cada família era de 2,83.
Per edats la població es repartia de la següent manera: un 18,8% tenia menys de 18 anys, un 8% entre 18 i 24, un 33% entre 25 i 44, un 22,9% de 45 a 60 i un 17,3% 65 anys o més.
L'edat mediana era de 39 anys. Per cada 100 dones de 18 o més anys hi havia 89,6 homes.
La renda mediana per habitatge era de 32.106 $ i la renda mediana per família de 40.408 $. Els homes tenien una renda mediana de 32.256 $ mentre que les dones 26.673 $. La renda per capita de la població era de 19.245 $. Entorn del 10,4% de les famílies i el 14,5% de la població estaven per davall del llindar de pobresa.

## Poblacions més properes
El següent diagrama mostra les poblacions més properes.